# Tatiana Shemiákina
Tatiana Aleksándrovna Shemiákina (Татьяна Александровна Шемякина, 3 de septiembre de 1987) es una atleta rusa especializada en marcha atlética.
Subcampeona en el Campeonato Mundial de Atletismo de 2007, celebrado en Osaka, Tatiana Shemiakina ha sido también subcampeona en el Campeonato Mundial Junior de Atletismo de 2006, celebrado en Pekín y en la Universiada de 2011, celebrada en la ciudad china de Shenzhen.
| Mejores marcas personales | Mejores marcas personales | Mejores marcas personales | Mejores marcas personales |
| Distancia                 | Tiempo                    | Lugar                     | Fecha                     |
| ------------------------- | ------------------------- | ------------------------- | ------------------------- |
| 5.000 m.                  | 23:00.0                   | Izhevsk, Rusia            | 25 de septiembre de 2004  |
| 10.000 m.                 | 44:26.5                   | Saransk, Rusia            | 3 de junio de 2006        |
| 10 km.                    | 44:51                     | Adler, Rusia              | 3 de junio de 2006        |
| 20 km.                    | 1h:25:46                  | Adler, Rusia              | 23 de febrero de 2008     |
| PC - Pista Cubierta       |                           |                           |                           |